# Ɱ
La letra Ɱ (minúscula: ɱ), llamada M con gancho, meng o emg, es una letra basada en la letra M. Su forma minúscula ɱ se usa para transcribir una consonante labiodental nasal en el Alfabeto Fonético Internacional.
En la transcripción fonética americanista, la ɱ minúscula se utiliza para transcribir una oclusiva nasal labiodental sonora y la mayúscula Ɱ para una oclusión nasal labiodental sorda.

## Unicode
La mayúscula y la minúscula se encuentran en U+2C6E y U+0271 en Unicode, respectivamente.
| Carácter      | Ɱ                                | Ɱ                                | ɱ                              | ɱ                              |
| ------------- | -------------------------------- | -------------------------------- | ------------------------------ | ------------------------------ |
| Unicode       | LATIN CAPITAL LETTER M WITH HOOK | LATIN CAPITAL LETTER M WITH HOOK | LATIN SMALL LETTER M WITH HOOK | LATIN SMALL LETTER M WITH HOOK |
| Codificación  | decimal                          | hex                              | decimal                        | hex                            |
| Unicode       | 11374                            | U+2C6E                           | 625                            | U+0271                         |
| UTF-8         | 226 177 174                      | E2 B1 AE                         | 201 177                        | C9 B1                          |
| Ref. numérica | &#11374;                         | &#x2C6E;                         | &#625;                         | &#x271;                        |